# Stenoptilia stigmatoides
Stenoptilia stigmatoides is een vlinder uit de familie vedermotten (Pterophoridae). De wetenschappelijke naam is voor het eerst geldig gepubliceerd in 1992 door Sutter & Skyva.
De soort komt voor in Europa.